# ベントレー・ジャバ
ベントレー・ジャバ (Bentley Java)は1994年のジュネーブモーターショーで発表されたコンセプトカーである。

## 概要
ジャバはロールス・ロイスのデザイン責任者であったグラハム・フルとデザイン・リサーチ・アソシエイツのロイ・アックスによって共同で設計された。ジャバは当初ショーカーとして開発されたが、1994年から1996年の間に市販され、ムハンマド・マンダリのために18台が製造された。その後、スルターンであるスルターン・ハナサル・ボルキア・ムイザディン・ワダウラとブルネイのYang Di-Pertuanに販売された。クーペ、コンバーチブル、エステートが6台ずつ製造された。 プラットフォームはBMWの5シリーズ(E34)と共通のものを使用し、エンジンはBMW製3.5L 32バルブV型８気筒ツインターボエンジンを搭載している。トランスミッションは4速ATを搭載し、後輪を駆動する。
ジャバにはP1000というコードネームを持つ2代目モデルが開発されていた。P1000はE39型になった5シリーズをベースにして開発されていた。その後計画は中止になり、コンセプトはコンチネンタルGTへと受け継がれた。